# Epidendrum swartzii
Epidendrum swartzii är en orkidéart som först beskrevs av Heinrich Gustav Reichenbach och August Heinrich Rudolf Grisebach, och fick sitt nu gällande namn av Eric Hágsater. Epidendrum swartzii ingår i släktet Epidendrum och familjen orkidéer.
Artens utbredningsområde är Jamaica. Inga underarter finns listade i Catalogue of Life.